# Антарктическая плита
Антаркти́ческая плита́ — одна из больших литосферных плит. Занимает южную сторону Земли, состоит из континента Антарктиды и окружающей её океанической коры, включая Кергеленское плато. Размер плиты составляет около 60 900 000 км².
Образовалась в результате выделения Австрало-Антарктиды из восточной части суперконтинента Гондвана 125 млн лет назад, с последующим расколом на Австралию и Антарктиду 40 млн лет назад.
Граничит с африканской, австралийской, тихоокеанской, южно-американской большими плитами, а также с малыми плитами Наска и Скоша.
Антарктическая плита почти со всех сторон окружена дивергентными разломами с срединно-океаническими хребтами, поэтому другие континенты от неё удаляются. Сама плита движется в направлении Тихого океана со скоростью 12—14 мм в год.
Формирует тройник (тройное сочленение) с Южно-Американской плитой и плитой Наска, где в результате субдукции Антарктической плиты под Южно-Американскую происходит подъём Патагонии.